# Cinemasie
 (août 2020).
Si vous disposez d'ouvrages ou d'articles de référence ou si vous connaissez des sites web de qualité traitant du thème abordé ici, merci de compléter l'article en donnant les références utiles à sa vérifiabilité et en les liant à la section « Notes et références ».
Cinemasie est le site Internet de l'association loi de 1901 dont le but est de promouvoir la culture asiatique et plus spécifiquement son cinéma. 

## Philosophie
Cinemasie est un site basé à la fois sur le modèle classique de la base de données (type IMDB, toutes proportions gardées), mais aussi sur le modèle participatif (possibilité d'ajouter son avis, via les critiques du film) et collaboratif (possibilité d'ajouter des fiches, des photos, de signaler des erreurs, espaces wiki éditables par tout le monde). 
Le site s'organise donc autour de 3 grands axes:
- une section actualité, organisées autour de news, éditos, dossiers, agendas (participatifs)
- une section base de données, contenant des fiches de films, mangas, personnalités, supports, studios, éditeurs.
- une section communauté permettant aux visiteurs de gérer leur compte, de dialoguer via les forums, etc.

Les 3 grands axes sont donc intimement liés et favorisent une meilleure mise en valeur des informations fournies à la fois par les rédacteurs mais aussi les visiteurs. Le site contient des œuvres de tous les pays d'Asie, et encourage la publication d'avis divergents afin de proposer un panel très large de goûts et d'opinions. La philosophie du site est donc de proposer un espace d'expression et de partage à la fois à ses visiteurs et aux rédacteurs du site. 
Une partie commerciale est incluse, mais elle n'est pas gérée par l'association Cinemasie. 